# CAF
CAF (Currency Adjustment Factor) — поправка на курси валют, яка розраховується у відсотках від базової ставки морського фрахту.